# Pantano Sichar
Pantano Sichar är en reservoar i Spanien.   Den ligger i provinsen Província de Castelló och regionen Valencia, i den östra delen av landet, 300 km öster om huvudstaden Madrid. Pantano Sichar ligger 163 meter över havet.